# Vairé
Vairé är en kommun i departementet Vendée i regionen Pays de la Loire i västra Frankrike. Kommunen ligger i kantonen Les Sables-d'Olonne som tillhör arrondissementet Les Sables-d'Olonne. År 2022 hade Vairé 1 951 invånare.

## Befolkningsutveckling
Antalet invånare i kommunen Vairé
| Referens: INSEE |